# Marc-André Grondin
Marc-André Grondin (Montréal, 11 marzo 1984) è un attore canadese, figlio del presentatore radiofonico Denis Grondin.
È conosciuto per il suo ruolo da protagonista nel film canadese C.R.A.Z.Y. di Jean-Marc Vallée visto da 2,5 milioni di spettatori in Canada, Europa e Stati Uniti.
Ha vinto il Premio César per la migliore promessa maschile nel 2009 per il suo ruolo nel film francese Le Premier Jour du reste de ta vie.

## Biografia

### Il debutto in televisione e al cinema
Gira per la televisione (canadese) all'età di tre anni uno spot pubblicitario. Da bambino appare nelle serie televisive Les Intrépides e Sous un ciel variable, da adolescente nella serie Les Super mamies nel 2002 e Watatatow nel 2003. La sua prima apparizione sul grande schermo è datata 1991 nel film Nelligan del regista Robert Favreau, nel quale ottiene un piccolo ruolo. Recita in seguito nel cortometraggio di Jean-Marc Vallée, Les Fleurs magiques, prima delle riprese di C.R.A.Z.Y. che lo rivelano al grande pubblico.

### C.R.A.Z.Y. e la sua carriera canadese e francese
Ottiene il ruolo di Zachary Beaulieu nel film C.R.A.Z.Y. del 2005; il quale è un giovane omosessuale québécois degli anni settanta che deve affrontare la scoperta del suo orientamento sessuale in un clima familiare contrassegnato dal cattolicesimo e dai valori tradizionali. Zachary entra in conflitto con suo padre, interpretato da Michel Côté, politicamente conservatore e omofobo, con il quale divide tuttavia la passione per la musica.
In un'intervista Marc-André Grondin ha rivelato: "La storia di C.R.A.Z.Y. è una relazione padre-figlio, un confronto; è amore-odio; è l'amore di un padre per suo figlio, l'amore di un figlio per suo padre. E accettarsi l'uno con l'altro al di là delle differenze.".
Il film inizia con la prima infanzia di Zachary che è interpretato da un bambino, Marc-André Grondin incarna il ruolo di Zachary dai 15 ai 21 anni. Ottiene un Prix Jutra per la sua performance d'attore.
In seguito recita in Canada nel film La Belle Bête. In Francia, dopo la sua partecipazione al telefilm Les Cerfs-volants diffuso sul canale francese France 3 a giugno 2008, interpreta Raphaël Duval nel film Le Premier Jour du reste de ta vie diretto da Rémi Bezançon. Quest'ultimo ruolo gli fa ottenere il Premio César per la migliore promessa maschile il 27 febbraio 2009. Ma essendo impegnato in Louisiana per le riprese del film francese Caméléon, del quale ha il ruolo di protagonista, non può andare a Parigi per ritirare il premio; lo ritirerà per lui il regista.

## Filmografia

### Cinema
- Nelligan, regia di Robert Favreau (1991)
- Ma soeur, mon amour, regia di Suzy Cohen (1992)
- La fenêtre, regia di Monique Champagne (1992)
- La fête des rois, regia di Marquise Lepage (1994)
- Les fleurs magiques, regia di Jean-Marc Vallée - cortometraggio (1995)
- C.R.A.Z.Y., regia di Jean-Marc Vallée (2005)
- La belle bête, regia di Karim Hussain (2006)
- Che - Guerriglia (Che: Part Two), regia di Steven Soderbergh (2008)
- Le Premier Jour du reste de ta vie, regia di Rémi Bezançon (2008)
- Bouquet final, regia di Michel Delgado (2008)
- 5150, Rue des Ormes, regia di Éric Tessier (2009)
- Noi, insieme, adesso - Bus Palladium (Bus Palladium), regia di Christopher Thompson (2010)
- The Chameleon, regia di Jean-Paul Salomé (2010)
- Les lignes ennemies, regia di Denis Côté - cortometraggio (2010)
- Insoupçonnable, regia di Gabriel Le Bomin (2010)
- Goon, regia di Michael Dowse (2011)
- L'uomo che ride di Jean-Pierre Améris (2012)
- Tu dors Nicole, regia di Stéphane Lafleur (2014)
- Cenerentola in passerella (After the Ball), regia di Sean Garrity (2015)
- Goon: Last of the Enforcers, regia di Jay Baruchel (2017)
- I famelici (Les affamés), regia di Robin Aubert (2017)
- Mafia Inc., regia di Podz (2020)
- La lotta per la sopravvivenza (Jusqu'au déclin), regia di Patrice Laliberté (2020)

### Televisione
- Un signe de feu – serie TV (1989)
- Les intrépides – serie TV (1993)
- Sous un ciel variable – serie TV (1995)
- Les super mamies – serie TV (2002)
- Watatatow – serie TV (2003)
- Nos étés – serie TV, 4 episodi (2006)
- Les cerfs-volants, regia di Jérôme Cornuau - film TV (2007)
- Spotless – serie TV (2015)

## Doppiatori italiani
- Massimo Aresu in Goon, Goon: Last of the Enforcer
- Andrea Mete in C.R.A.Z.Y.
- Vittorio Guerrieri in Noi, insieme, adesso - Bus Palladium
- Stefano Crescentini in Cenerentola in passerella
- Alessandro Vanni in La lotta per la sopravvivenza

## Riconoscimenti

### Premi
- Prix Jutra 2006 miglior attore per il film C.R.A.Z.Y.
- Vancouver Film Critics Circle Awards 2006: miglior attore Canadese
- Premi César 2009: Premio César per la migliore promessa maschile per il film Le Premier Jour du reste de ta vie

### Nomination
- Prix Génie 2006, miglior attore